# Parnassia scaposa
Parnassia scaposa là một loài thực vật có hoa trong họ Dây gối. Loài này được Mattf. mô tả khoa học đầu tiên năm 1931.